# Pseudomyra mbizi
Pseudomyra mbizi is een krabbensoort uit de familie van de Leucosiidae. De wetenschappelijke naam van de soort is voor het eerst geldig gepubliceerd in 1951 door Capart.